# Šibeník (Mikulov)
Der Šibeník (deutsch Galgenteich) ist ein Fischteich auf der Gemarkung von Mikulov (Nikolsburg) in Tschechien. Er liegt dicht an der österreichischen Grenze und gehört zum Landschaftsschutzgebiet Pálava. 

## Geographie
Der Šibeník befindet sich zweieinhalb Kilometer südwestlich des Stadtzentrums von Mikulov in der Waschbergzone. Gegen Süden liegt Drasenhofen, südwestlich Kleinschweinbarth und Ottenthal. Nordöstlich erhebt sich der Šibeniční vrch (Galgenberg, 238 m n.m.), im Südwesten der Schweinbarther Berg (337 m ü. A) und die Kóta (216 m n.m.). 
Der südlich und westlich am Teich vorbeiführende Niklasgraben/Včelínek bildet die Staatsgrenze zwischen Tschechien und Österreich. Einen knappen Kilometer östlich liegt die Grenzbrücke zwischen der Brünner Straße und der Silnice I/52. Im Norden wird der Bewässerungskanal Brod-Bulhary-Valtice vorbeigeleitet. 

## Beschreibung
Der U-förmige Teich ist mit einer Fläche von ca. 23 ha und einem Volumen von 347.000 m³ der größte Teich im Landschaftsschutzgebiet Pálava; zugleich ist er der oberste erhaltene Fischteich im Einzugsbereich des Niklasgrabens/Včelínek. Seine maximale Tiefe beträgt 3,10 m, die mittlere Tiefe liegt bei 1,54 m. Der Hauptteich nimmt 20 ha und hat ein Volumen von 308.000 m³; der abgetrennte Klärteich Malý Šibeník mit einem Volumen von 39.000 m³ umfasst 3,12 ha. Beide Dämme sind Erdschüttdämme. Am Auslass beträgt seine Wassertiefe 4,50 m und am Dammfuß 2,25 m; durchschnittlich ist der Teich nur 1,54 m tief. Die Wassertiefe am Auslass des Trenndammes liegt bei 2,30 m.
Gespeist wird der Šibeník vom Bach Mikulovský potok bzw. Turold, der mit dem Bewässerungskanal Brod-Bulhary-Valtice in Verbindung steht, sowie vom Mikulovský odpad. Der Mikulovský odpad, über den die Abwässer aus der Kläranlage abgeleitet werden, gilt als Hauptverschmutzer des Teiches. Da der Wasserbedarf im Mittel den Zufluss übersteigt, wird bei konkretem Bedarf in längeren Trockenperioden durch die Trödler s.r.o Wasser aus dem Stausee Nové Mlýny in den Bewässerungskanal Brod-Bulhary-Valtice gepumpt und dem Šibeník zugeführt.
Der Šibeník dient einzig der Fischzucht, zugleich ist er ein wichtiger Brutplatz für Wasservögel.

## Geschichte
Der Teich wurde wahrscheinlich bereits im Mittelalter unter den Herren von Liechtenstein als Fischteich der Herrschaft Nikolsburg angelegt und ursprünglich auch vom Niklasgraben gespeist. Im 1574 durch den neuen Grundherrn Adam von Dietrichstein erstellten Nikolsburger Urbar war der Teich Kalgen mit 170 Schock Karpfen besetzt und damit der nach dem Neuen Fürstenteich zweitgrößte Fischteich der Herrschaft.
Die Einleitung des städtischen Abwasserkanals in den Mikulovský potok führte zur zunehmenden Verschlammung des Teiches. Da die städtischen Abwässer inzwischen den Hauptzufluss des Teiches bilden, führten Zersetzungen zu Sauerstoffmangel und häufigen Fischsterben im Teich. In den 1980er Jahren wurde der Šibeník erneuert; dabei erfolgte eine Abtrennung der nördlichen Bucht (Malý Šibeník) durch einen Schüttdamm mit Dichtungskern. Im Malý Šibeník begann eine tertiäre biologische Abwasserbehandlung, um die Fischzucht in dem Teich weiter zu ermöglichen. Eine Zeitlang wurden im Malý Šibeník auch Belüfter betrieben, um auch diesen Teil des Teiches für die Fischzucht zu nutzen. Da sich die Wasserqualität im kleinen Teich als für Fische nicht tauglich zeigte, wurden die Belüfter schließlich wieder außer Betrieb genommen. Die 1992 errichtete Abwasserkläranlage (ČOV) der Stadt führte zum Wegfall des größten Teils der eingeleiteten organischen Substanzen und zu einer weitgehenden Verbesserung der Wasserqualität. Seitdem erfolgt im Malý Šibeník nur noch eine tertiäre Nachklärung durch Wurzelwasseraufbereitung. Im Gegensatz zum Hauptteich, der zum Abfischen und während des Winters abgelassen ist, bleibt der Malý Šibeník ständig angestaut.